# Alyxia rubricaulis
Alyxia rubricaulis là một loài thực vật có hoa trong họ La bố ma. Loài này được (Baill.) Guillaumin mô tả khoa học đầu tiên năm 1941.